# Flyboard Air
Flyboard Air là một loại jetpack / hoverboard chạy bằng tua bin khí. Nó được tay đua thủy thủ người Pháp Franky Zapata, người sáng lập cuộc đua Zapata, phát minh.
Nó đã đạt được kỷ lục Guinness cho chuyến bay xa nhất bằng hoverboard vào tháng 4 năm 2016 với quãng đường 2.252,4 m (7.389,8 ft). Zapata Racing tuyên bố rằng nó cho phép bay lên tới độ cao 3.000 mét (9.800 ft) và có tốc độ tối đa 150 km/h (93 dặm / giờ). Nó cũng có sức chịu tải trong 10 phút. Khả năng tải là 102 kg (225 lb). "Hoverboard chạy bằng máy bay phản lực" này được cung cấp bởi năm tuabin và được cung cấp năng lượng bởi dầu hỏa.
Zapata tham gia cuộc diễu hành quân sự Ngày Bastille 2019 cưỡi phát minh của mình. Nỗ lực của anh để vượt qua eo biển Manche vào ngày 25 tháng 7 năm 2019 đã thất bại khi anh rơi xuống biển tại sân tiếp nhiên liệu. Một nỗ lực vượt biển thứ hai vào ngày 4 tháng 8 năm 2019 đã thành công. Được hộ tống bởi máy bay trực thăng của Quân đội Pháp và sử dụng bình chứa nhiên liệu ba lô, Zapata đã hoàn thành hành trình 35 kilômét (22 mi) với một điểm dừng tiếp nhiên liệu tại điểm giữa hành trình. Zapata đạt tốc độ 177 km/h (110 mph) trong chuyến bay 20 phút. Chuyến đi bắt đầu tại Sangatte ở khu Pas-de-Calais ở Pháp và kết thúc tại St Margaret's tại Cliffe ở Kent, Vương quốc Anh, nơi anh hạ cánh an toàn.